# Myrmedobia distinguenda
Myrmedobia distinguenda är en insektsart som beskrevs av Reuter 1884. Myrmedobia distinguenda ingår i släktet Myrmedobia, och familjen blåsskinnbaggar. Arten är reproducerande i Sverige.